# Takao Saitō (Kameramann)
Takao Saitō (jap. 斎藤 孝雄, Saitō Takao; * 5. März 1929 in Kyōto, Honshū; † 6. Dezember 2014) war ein japanischer Kameramann.

## Leben
Saitō wirkte zwischen 1947 und 1961 in insgesamt neun Filmen des japanischen Regisseurs Akira Kurosawa als Kameraassistent mit. Anschließend war er bis zum Film Madadayo im Jahr 1993 bei neun weiteren Filmen als Kameramann für Kurosawa tätig. Für Kurosawas Spätwerk Ran war er gemeinsam mit Masaharu Ueda und Asakazu Nakai 1986 für den Oscar in der Rubrik Beste Kamera nominiert.

## Filmografie (Auswahl)
- 1963: Zwischen Himmel und Hölle (天国と地獄, Tengoku to Jigoku)
- 1965: Rotbart (赤ひげ, Akahige)
- 1980: Kagemusha – Der Schatten des Kriegers (影武者, Kagemusha)
- 1985: Ran (乱)
- 1988: Yushun (優駿)
- 1990: Akira Kurosawas Träume (夢, Yume)
- 1992: Rhapsodie im August (八月の狂詩曲, Hachigatsu no kyōshikoku)
- 1993: Mādadayo (まあだだよ)

## Auszeichnungen
Oscar
- 1986: Nominierung für die Beste Kamera von Ran

Japanese Academy Award
- 1986: Nominierung für die Beste Kamera von Ran
- 1987: Nominierung für die Beste Kamera von Yushun
- 1991: Auszeichnung für die Beste Kamera von Rhapsodie im August
- 1994: Auszeichnung für die Beste Kamera von Madadayo